# Rachel Goh
Rachel Goh (Melbourne, 14 de abril de 1986) es una deportista australiana que compitió en natación, especialista en el estilo espalda.
Ganó cuatro medallas en el Campeonato Mundial de Natación en Piscina Corta entre los años 2008 y 2012.

## Palmarés internacional
| Campeonato Mundial en Piscina Corta | Campeonato Mundial en Piscina Corta | Campeonato Mundial en Piscina Corta | Campeonato Mundial en Piscina Corta |
| Año                                 | Lugar                               | Medalla                             | Prueba                              |
| ----------------------------------- | ----------------------------------- | ----------------------------------- | ----------------------------------- |
| 2008                                | Mánchester (Reino Unido)            | Medalla de plata                    | 4 × 100 m estilos                   |
| 2010                                | Dubái (EAU)                         | Medalla de plata                    | 50 m espalda                        |
| 2010                                | Dubái (EAU)                         | Medalla de bronce                   | 4 × 100 m estilos                   |
| 2012                                | Estambul (Turquía)                  | Medalla de plata                    | 4 × 100 m estilos                   |